# Tel Poran
Tel Poran (hebreiska: תל פורן), eller تل الفراني är en höjd i Israel.   Den ligger i distriktet Södra distriktet, i den centrala delen av landet. Toppen på Tel Poran är 38 meter över havet.
Terrängen runt Tel Poran är platt. Havet är nära Tel Poran åt nordväst. Runt Tel Poran är det tätbefolkat, med 331 invånare per kvadratkilometer. Närmaste större samhälle är Ashqelon, 5,8 km sydväst om Tel Poran. Trakten runt Tel Poran består till största delen av jordbruksmark.